# 仰光—曼德勒鐵路
仰光—曼德勒鐵路，是緬甸的一條米軌鐵路線。該線路從仰光到曼德勒（瓦城）。此線路由緬甸鐵路公司運營，是繼仰光—卑謬鐵路開通後緬甸第二條鐵路線。這條線路正在構成緬甸鐵路基礎設施的骨幹。

## 歷史
1881年，在英國修建仰光—卑謬鐵路後，下緬甸政府決定繼續修建仰光至東吁鐵路。仰光—娘勒賓区間的鐵路於1884年2月27日開通，娘勒賓—東吁之間的鐵路於1885年7月1日開通。1885年英國佔領上緬甸後，該線的以下路段於1889年延伸至曼德勒。
1896年，西湯河谷國家鐵路與緬甸鐵路公司合併。
| 路段            | 全長（km） | 開業          |
| --------------- | ---------- | ------------- |
| 仰光—勃固       | 74.8       | 1884年2月27日 |
| 勃固—娘勒賓     | 74.5       | 1884年8月10日 |
| 娘勒賓—東吁     | 117.9      | 1885年7月1日  |
| 東吁— 彬馬那    | 94.9       | 1888年10月1日 |
| 彬馬那 — 曼德勒 | 258.3      | 1889年3月10日 |

## 主要車站
- 仰光中央車站
- 奈比多中央車站
- 曼德勒中央車站